# Primeira Divisão 1983-84
La Primeira Divisão 1983/84 fue la 50.ª edición de la máxima categoría de fútbol en Portugal. Benfica ganó su 26° título. Los goleadores fueron Fernando Gomes (Porto) y Nené (Benfica), ambos con 21 goles.

## Tabla de posiciones
|    | Clasificación        | Pts. | PJ | PG | PE | PP | GF | GC |
| -- | -------------------- | ---- | -- | -- | -- | -- | -- | -- |
| 1  | Benfica              | 52   | 30 | 24 | 4  | 2  | 86 | 22 |
| 2  | Porto                | 49   | 30 | 22 | 5  | 3  | 65 | 9  |
| 3  | Sporting de Portugal | 42   | 30 | 19 | 4  | 7  | 58 | 24 |
| 4  | Sporting Braga       | 37   | 30 | 15 | 7  | 8  | 40 | 32 |
| 5  | Vitória Setúbal      | 34   | 30 | 13 | 8  | 9  | 43 | 28 |
| 6  | Vitória Guimarães    | 31   | 30 | 14 | 3  | 13 | 41 | 41 |
| 7  | Boavista             | 31   | 30 | 12 | 7  | 11 | 36 | 31 |
| 8  | Varzim               | 29   | 30 | 10 | 9  | 11 | 32 | 39 |
| 9  | Rio Ave              | 29   | 30 | 11 | 7  | 12 | 35 | 35 |
| 10 | Portimonense         | 26   | 30 | 10 | 6  | 14 | 27 | 37 |
| 11 | Salgueiros           | 21   | 30 | 6  | 9  | 15 | 23 | 41 |
| 12 | Farense              | 21   | 30 | 5  | 11 | 14 | 29 | 54 |
| 13 | Penafiel             | 21   | 30 | 7  | 7  | 16 | 18 | 55 |
| 14 | Estoril Praia        | 21   | 30 | 6  | 9  | 15 | 22 | 51 |
| 15 | Águeda               | 19   | 30 | 7  | 5  | 18 | 25 | 55 |
| 16 | Espinho              | 17   | 30 | 5  | 7  | 18 | 19 | 45 |

|  | Clasificado para la Copa de Europa 1984-85   |
|  | Clasificado para la Recopa de Europa 1984-85 |
|  | Clasificado para la Copa de la UEFA 1984-85  |
|  | Descenso a la Segunda Divisão                |

|                            |
| Campeón Benfica 26° título |